# Alloeochaete andongensis
Alloeochaete andongensis är en gräsart som först beskrevs av Alfred Barton Rendle, och fick sitt nu gällande namn av Charles Edward Hubbard. Alloeochaete andongensis ingår i släktet Alloeochaete och familjen gräs.
Artens utbredningsområde är Angola. Inga underarter finns listade i Catalogue of Life.